# كأس أوكرانيا 2000–01
كأس أوكرانيا 2000–01 (بالأوكرانية: Кубок України з футболу 2000—2001)‏ هو الموسم 10 من كأس أوكرانيا. أقيم خلال الفترة 16 سبتمبر 2000 وحتى 27 مايو 2001، وأشرف على تنظيمه اتحاد أوكرانيا لكرة القدم، وكان عدد الأندية المشاركة فيه 32، وفاز فيه نادي شاختار دونيتسك.